# Liste der French-Open-Sieger (Dameneinzel)
Die Liste bildet alle Damen-Einzel-Finalistinnen des Championnat de France de Tennis (1897 bis 1924), dazu die des Championnat de France International de Tennis (1925 bis 1967) und den French Open ab. Chris Evert (1979–1987 Evert-Lloyd) ist mit insgesamt sieben Titeln Rekordsiegerin des Turniers (1974, 1975, 1979, 1980, 1983, 1985, 1986).
 1897–1908 gespielt auf Sand und Rasen (Ile de Puteaux), ab 1909 auf roter Ton-Asche / 1897–1908 alternierend: Racing Club de Paris / Le Stade Francais / ab 1928 bis heute: Stade Roland Garros, Bois de Boulogne

Pokal: Coupe Suzanne Lenglen
| Jahr | Siegerin                 | Finalgegnerin                | Ergebnis        |
| --- | ------------------------ | ---------------------------- | --------------- |
| als rein Französische Meisterschaften, (zugelassen nur Einheimische oder Mitglieder franz. Tennis-Clubs) |                          |                              |                 |
| 1897 | Adine Masson             | Suzanne Girod                | 6:3, 6:1        |
| 1898 | Adine Masson             | ohne Finalgegnerin           | -:-             |
| 1899 | Adine Masson             | ohne Finalgegnerin           | -:-             |
| 1900 | Yvonne Prévost           | ohne Finalgegnerin           | -:-             |
| 1901 | Suzanne Girod            | Leroux                       | 6:1, 6:1        |
| 1902 | Adine Masson             | Suzanne Girod                | 6:0, 6:1        |
| 1903 | Adine Masson             | Kate Gillou                  | 6:0, 6:8, 6:0   |
| 1904 | Kate Gillou              | Adine Masson                 |                 |
| 1905 | Kate Gillou              | Yvonne de Pfeffel            | 6:0, 11:9       |
| 1906 | Kate Gillou-Fenwick      | Virginia MacVeagh            | 3:6, 7:5, 6:1   |
| 1907 | Comtesse de Kermel       | Catherine d´Aliney d´Elva    | 6:1, Aufgabe    |
| 1908 | Kate Gillou-Fenwick      | A.Pean                       | 6:2, 6:2        |
| 1909 | Jeanne Matthey           | Abeille Villard-Gallay       | 10:8, 6:4       |
| 1910 | Jeanne Matthey           | Germaine Regnier             | 1:6, 6:1, 9:7   |
| 1911 | Jeanne Matthey           | Marguerite Broquedis         | 6:2, 7:5        |
| 1912 | Jeanne Matthey           | Marie Danet                  | 6:2, 7:5        |
| 1913 | Marguerite Broquedis     | Jeanne Matthey               | 6:3, 6:3        |
| 1914 | Marguerite Broquedis     | Suzanne Lenglen              | 5:7, 6:4, 6:3   |
| 1915–1919 ausgefallen (Erster Weltkrieg)                                                                 |                          |                              |                 |
| 1920 | Suzanne Lenglen          | Marguerite Broquedis         | 6:1, 7:5        |
| 1921 | Suzanne Lenglen          | Germaine Golding             | 6:2, 6:3        |
| 1922 | Suzanne Lenglen          | Germaine Golding             | 6:4, 6:0        |
| 1923 | Suzanne Lenglen          | Germaine Golding             | 6:1, 6:4        |
| 1924 | Julie Vlasto             | Jeanne Vaussard              | 6:2, 6:3        |
| ab 1925 als Internationale Französische Meisterschaften (Amateur-Status), seit 1928 Stade Roland Garros  |                          |                              |                 |
| 1925 | Suzanne Lenglen          | Kitty McKane                 | 6:1, 6:2        |
| 1926 | Suzanne Lenglen          | Mary Kendall Browne          | 6:1, 6:0        |
| 1927 | Kea Bouman               | Irene Peacock                | 6:2, 6:4        |
| 1928 | Helen Wills Moody        | Eileen Bennett               | 6:1, 6:2        |
| 1929 | Helen Wills Moody        | Simonne Mathieu              | 6:3, 6:4        |
| 1930 | Helen Wills Moody        | Helen Hull Jacobs            | 6:2, 6:1        |
| 1931 | Cilly Aussem             | Betty Nuthall                | 8:6, 6:1        |
| 1932 | Helen Wills Moody        | Simonne Mathieu              | 7:5, 6:1        |
| 1933 | Margaret Scriven         | Simonne Mathieu              | 6:2, 4:6, 6:4   |
| 1934 | Margaret Scriven         | Helen Hull Jacobs            | 7:5, 4:6, 6:1   |
| 1935 | Hilde Sperling           | Simonne Mathieu              | 6:2, 6:1        |
| 1936 | Hilde Sperling           | Simonne Mathieu              | 6:3, 6:4        |
| 1937 | Hilde Sperling           | Simonne Mathieu              | 6:2, 6:4        |
| 1938 | Simonne Mathieu          | Nelly Landry                 | 6:0, 6:3        |
| 1939 | Simonne Mathieu          | Jadwiga Jędrzejowska         | 6:3, 8:6        |
| 1940–1945 ausgefallen (Zweiter Weltkrieg)                                                                |                          |                              |                 |
| 1946 | Margaret Osborne         | Pauline Betz                 | 1:6, 8:6, 7:5   |
| 1947 | Patricia Todd            | Doris Hart                   | 6:3, 3:6, 6:4   |
| 1948 | Nelly Landry             | Shirley Fry                  | 6:2, 0:6, 6:0   |
| 1949 | Margaret Osborne du Pont | Nelly Adamson-Landry         | 7:5, 6:2        |
| 1950 | Doris Hart               | Patricia Todd                | 6:4, 4:6, 6:2   |
| 1951 | Shirley Fry              | Doris Hart                   | 6:3, 3:6, 6:3   |
| 1952 | Doris Hart               | Shirley Fry                  | 6:4, 6:4        |
| 1953 | Maureen Connolly         | Doris Hart                   | 6:2, 6:4        |
| 1954 | Maureen Connolly         | Ginette Bucaille             | 6:4, 6:1        |
| 1955 | Angela Mortimer          | Dorothy Knode                | 2:6, 7:5, 10:8  |
| 1956 | Althea Gibson            | Angela Mortimer              | 6:0, 12:10      |
| 1957 | Shirley Bloomer          | Dorothy Knode                | 6:1, 6:3        |
| 1958 | Zsuzsa Körmöczy          | Shirley Bloomer              | 6:4, 1:6, 6:2   |
| 1959 | Christine Truman         | Zsuzsa Körmöczy              | 6:4, 7:5        |
| 1960 | Darlene Hard             | Yola Ramírez                 | 6:3, 6:4        |
| 1961 | Ann Haydon               | Yola Ramírez                 | 6:2, 6:1        |
| 1962 | Margaret Smith           | Lesley Turner                | 6:3, 3:6, 7:5   |
| 1963 | Lesley Turner            | Ann Haydon-Jones             | 2:6, 6:3, 7:5   |
| 1964 | Margaret Smith           | Maria Bueno                  | 5:7, 6:1, 6:2   |
| 1965 | Lesley Turner            | Margaret Smith               | 6:3, 6:4        |
| 1966 | Ann Haydon-Jones         | Nancy Richey                 | 6:3, 6:1        |
| 1967 | Françoise Dürr           | Lesley Turner                | 4:6, 6:3, 6:4   |
| Beginn der Open-Era (Professioneller Status erlaubt)                                                     |                          |                              |                 |
| 1968 | Nancy Richey             | Ann Haydon-Jones             | 5:7, 6:4, 6:1   |
| 1969 | Margaret Smith-Court     | Ann Haydon-Jones             | 6:1, 4:6, 6:3   |
| 1970 | Margaret Smith-Court     | Helga Niessen                | 6:2, 6:4        |
| 1971 | Evonne Goolagong         | Helen Gourlay                | 6:3, 7:5        |
| 1972 | Billie Jean King         | Evonne Goolagong             | 6:3, 6:3        |
| 1973 | Margaret Smith-Court     | Chris Evert                  | 6:7, 7:6, 6:4   |
| 1974 | Chris Evert              | Olga Morosowa                | 6:1, 6:2        |
| 1975 | Chris Evert              | Martina Navrátilová          | 2:6, 6:2, 6:1   |
| 1976 | Sue Barker               | Renáta Tomanová              | 6:2, 0:6, 6:2   |
| 1977 | Mima Jaušovec            | Florența Mihai               | 6:2, 6:7, 6:1   |
| 1978 | Virginia Ruzici          | Mima Jaušovec                | 6:2, 6:2        |
| 1979 | Chris Evert-Lloyd        | Wendy Turnbull               | 6:2, 6:0        |
| 1980 | Chris Evert-Lloyd        | Virginia Ruzici              | 6:0, 6:3        |
| 1981 | Hana Mandlíková          | Sylvia Hanika                | 6:2, 6:4        |
| 1982 | Martina Navratilova      | Andrea Jaeger                | 7:6, 6:1        |
| 1983 | Chris Evert-Lloyd        | Mima Jaušovec                | 6:1, 6:2        |
| 1984 | Martina Navratilova      | Chris Evert-Lloyd            | 6:3, 6:1        |
| 1985 | Chris Evert-Lloyd        | Martina Navratilova          | 6:3, 6:74, 7:5  |
| 1986 | Chris Evert-Lloyd        | Martina Navratilova          | 2:6, 6:3, 6:3   |
| 1987 | Steffi Graf              | Martina Navratilova          | 6:4, 4:6, 8:6   |
| 1988 | Steffi Graf              | Natallja Swerawa             | 6:0, 6:0        |
| 1989 | Arantxa Sánchez Vicario  | Steffi Graf                  | 7:66, 3:6, 7:5  |
| 1990 | Monica Seles             | Steffi Graf                  | 7:66, 6:4       |
| 1991 | Monica Seles             | Arantxa Sánchez Vicario      | 6:3, 6:4        |
| 1992 | Monica Seles             | Steffi Graf                  | 6:2, 3:6, 10:8  |
| 1993 | Steffi Graf              | Mary Joe Fernández           | 4:6, 6:2, 6:4   |
| 1994 | Arantxa Sánchez Vicario  | Mary Pierce                  | 6:4, 6:4        |
| 1995 | Steffi Graf              | Arantxa Sánchez Vicario      | 7:5, 4:6, 6:0   |
| 1996 | Steffi Graf              | Arantxa Sánchez Vicario      | 6:3, 6:74, 10:8 |
| 1997 | Iva Majoli               | Martina Hingis               | 6:4, 6:2        |
| 1998 | Arantxa Sánchez Vicario  | Monica Seles                 | 7:65, 0:6, 6:2  |
| 1999 | Steffi Graf              | Martina Hingis               | 4:6, 7:5, 6:2   |
| 2000 | Mary Pierce              | Conchita Martínez            | 6:2, 7:5        |
| 2001 | Jennifer Capriati        | Kim Clijsters                | 1:6, 6:4, 12:10 |
| 2002 | Serena Williams          | Venus Williams               | 7:5, 6:3        |
| 2003 | Justine Henin-Hardenne   | Kim Clijsters                | 6:0, 6:4        |
| 2004 | Anastassija Myskina      | Jelena Dementjewa            | 6:1, 6:2        |
| 2005 | Justine Henin-Hardenne   | Mary Pierce                  | 6:1, 6:1        |
| 2006 | Justine Henin-Hardenne   | Swetlana Kusnezowa           | 6:4, 6:4        |
| 2007 | Justine Henin            | Ana Ivanović                 | 6:1, 6:2        |
| 2008 | Ana Ivanović             | Dinara Safina                | 6:4, 6:3        |
| 2009 | Swetlana Kusnezowa       | Dinara Safina                | 6:4, 6:2        |
| 2010 | Francesca Schiavone      | Samantha Stosur              | 6:4, 7:62       |
| 2011 | Li Na                    | Francesca Schiavone          | 6:4, 7:60       |
| 2012 | Marija Scharapowa        | Sara Errani                  | 6:3, 6:2        |
| 2013 | Serena Williams          | Marija Scharapowa            | 6:4, 6:4        |
| 2014 | Marija Scharapowa        | Simona Halep                 | 6:4, 6:75, 6:4  |
| 2015 | Serena Williams          | Lucie Šafářová               | 6:3, 6:72, 6:2  |
| 2016 | Garbiñe Muguruza         | Serena Williams              | 7:5, 6:4        |
| 2017 | Jeļena Ostapenko         | Simona Halep                 | 4:6, 6:4, 6:3   |
| 2018 | Simona Halep             | Sloane Stephens              | 3:6, 6:4, 6:1   |
| 2019 | Ashleigh Barty           | Markéta Vondroušová          | 6:1, 6:3        |
| 2020 | Iga Świątek              | Sofia Kenin                  | 6:4, 6:1        |
| 2021 | Barbora Krejčíková       | Anastassija Pawljutschenkowa | 6:1, 2:6, 6:4   |
| 2022 | Iga Świątek              | Coco Gauff                   | 6:1, 6:3        |
| 2023 | Iga Świątek              | Karolina Muchova             | 6:2, 5:7, 6:4   |
| 2024 | Iga Świątek              | Jasmine Paolini              | 6:2, 6:1        |
| 2025 | Coco Gauff               | Aryna Sabalenka              | 6:75, 6:2, 6:4  |

## Siegerinnen mit mindestens drei Titeln (ab 1925)
| Siegerin                | Anzahl der Titel | Jahre der Siege                          |
| ----------------------- | ---------------- | ---------------------------------------- |
| Chris Evert             | 7                | 1974, 1975, 1979, 1980, 1983, 1985, 1986 |
| Steffi Graf             | 6                | 1987, 1988, 1993, 1995, 1996, 1999       |
| Margaret Court          | 5                | 1962, 1964, 1969, 1970, 1973             |
| Helen Wills Moody       | 4                | 1928, 1929, 1930, 1932                   |
| Justine Henin           | 4                | 2003, 2005, 2006, 2007                   |
| Iga Świątek             | 4                | 2020, 2022, 2023, 2024                   |
| Hilde Sperling          | 3                | 1935, 1936, 1937                         |
| / Monica Seles          | 3                | 1990, 1991, 1992                         |
| Arantxa Sánchez Vicario | 3                | 1989, 1994, 1998                         |
| Serena Williams         | 3                | 2002, 2013, 2015                         |

## Nationenwertung (ab 1925) 19 Nationen / 53 Spielerinnen
| Land           | Anzahl Siege | Spielerinnen |
| -------------- | ------------ | ------------ |
| USA            | 30           | 15           |
| / Deutschland  | 10           | 3            |
| Australien     | 9            | 4            |
| Großbritannien | 8            | 6            |
| Frankreich     | 6            | 4            |
| Belgien        | 5            | 2            |
| / Jugoslawien  | 4            | 2            |
| Russland       | 4            | 3            |
| Spanien        | 4            | 2            |
| Polen          | 4            | 1            |
| Tschechien     | 2            | 2            |
| Rumänien       | 2            | 2            |
| Niederlande    | 1            | 1            |
| Ungarn         | 1            | 1            |
| Kroatien       | 1            | 1            |
| Serbien        | 1            | 1            |
| Italien        | 1            | 1            |
| China          | 1            | 1            |
| Lettland       | 1            | 1            |